# Amphipoea pallescens
Amphipoea pallescens là một loài bướm đêm trong họ Noctuidae.